# Disillusion (альбом)
Disillusion (рус. «Без иллюзий») — четвёртый студийный альбом японской хэви-метал группы Loudness. Выпущен в январе 1984 года на лейбле Nippon Columbia.

## Об альбоме
В 2005 году данный альбом был внесен журналом Rock Hard в книгу The 500 Greatest Rock & Metal Albums of All Time и удостоился в рейтинге 290-го места.

## Список композиций
Все тексты — Минору Ниихара, вся музыка — Акира Такасаки. Композиция № 4 — инструментальная.
| №                   | Название                  | Длительность |
| ------------------- | ------------------------- | ------------ |
| 1.                  | «Crazy Doctor»            | 4:13         |
| 2.                  | «Esper»                   | 3:45         |
| 3.                  | «Butterfly»               | 5:16         |
| 4.                  | «Revelation»              | 4:18         |
| 5.                  | «Exploder»                | 2:29         |
| 6.                  | «Dream Fantasy»           | 4:33         |
| 7.                  | «Milky Way»               | 4:17         |
| 8.                  | «Satisfaction Guaranteed» | 3:39         |
| 9.                  | «Ares' Lament»            | 5:30         |
| Общая длительность: | Общая длительность:       | 38:00        |

## Участники записи
- Минору Ниихара — вокал;
- Акира Такасаки — электрогитара;
- Масаёси Ямасита — бас-гитара;
- Мунэтака Хигути — ударные.
- Мастеринг — Джефф Пеше;
- Исполнительный продюсер — Микио Симидзу.
- Фотограф — Джастин Томас, П. Г. Брунелли.

## Кавер-версии песен
- Японская хэви-метал группа X.Y.Z.A записала кавер-версию песни «Crazy Doctor» в 2000 году. Кавер вошёл в 1-й сингл группы — «Miracle».
- Итальянская пауэр-метал группа Rapid Fire исполнила кавер-версию песни «Crazy Doctor» в 2007 году. Кавер был издан на первом студийном альбоме этой группы — Scream.
- Чилийская хэви-метал группа Bloden-Wedd выпустила кавер-версию песни «Crazy Doctor» в 2011 году. Она вошла в первый мини-альбом Made of Steel.
- Немецкая пауэр-метал группа Powergod выпустила кавер на песню «Esper», кавер вошёл на 2-й студийный альбом группы под названием Evilution Part II - Back to Attack (2000)[3].

## Переиздания
Помимо многочисленных изданий альбома различными лейблами в том же 1985-м, позже, альбом несколько раз успешно переиздавался CD: в 1989-м (Япония), 1992-м (Италия), 1994-м (Япония), 2002-м (Корея), 2003-м (США), 2004-м и в 2009 году. Последние 2 (2004, 2009 гг.) — японские.